# Staw Don Juan
Staw Don Juan (ang. Don Juan Pond) – jezioro słone położone w Dolinie Wrighta, jednej z Suchych Dolin McMurdo na Antarktydzie. Jest to jedno z najsilniej zasolonych jezior na Ziemi, które oprócz rzadkich sytuacji, nie zamarza nawet podczas antarktycznej zimy. Obliczenia teoretyczne wskazują, że mieszanina może zachować stan ciekły nawet w temperaturze −51 °C.

## Historia i nazwa

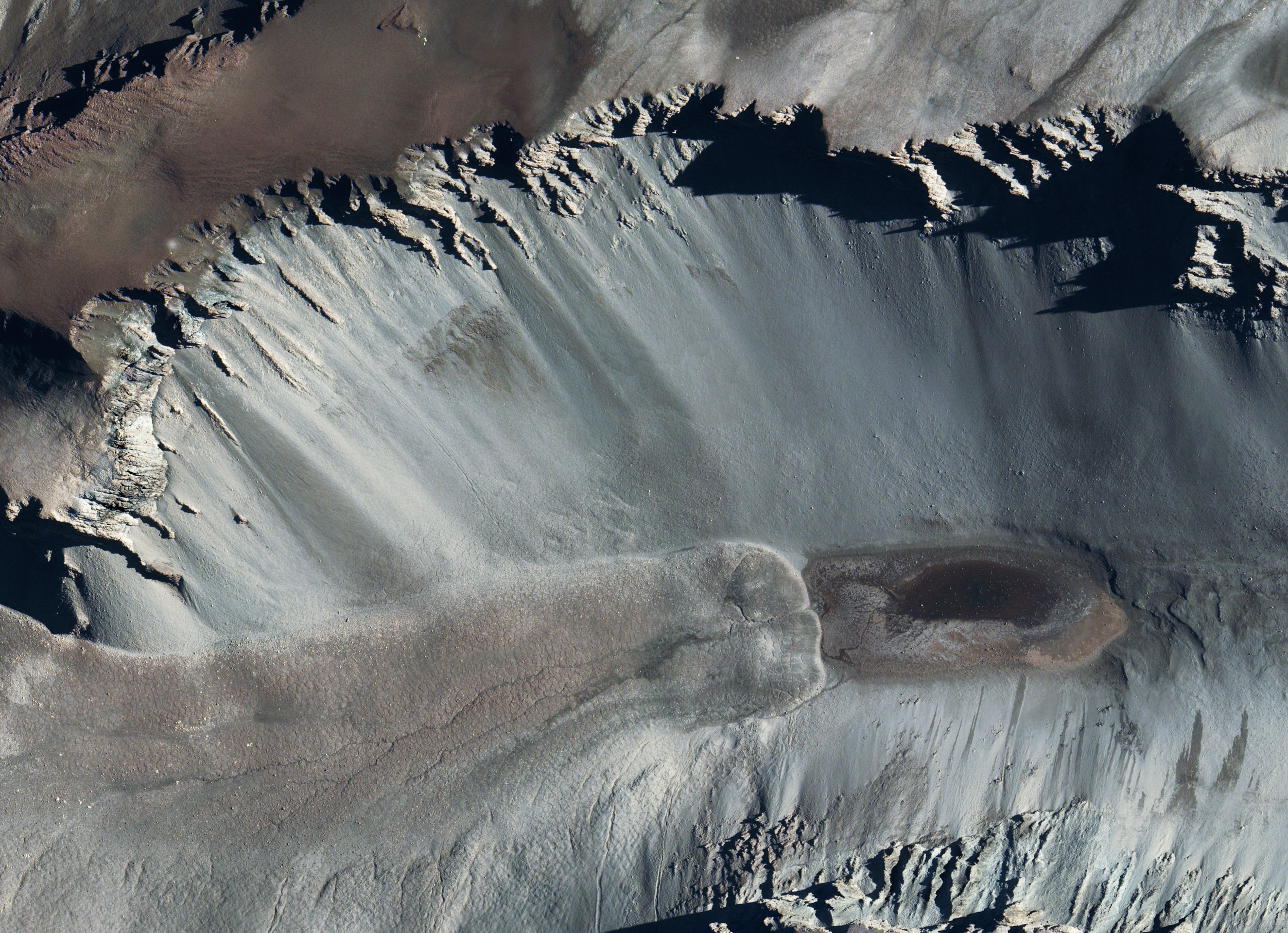
Zdjęcie satelitarne

Jeziorko to zostało odkryte podczas wyprawy w 1961 roku. Nazwa jeziora pochodzi od imion ppor. Donalda Roe’a i Johna Hickeya, którzy pilotowali śmigłowiec podczas pierwszych badań.

## Zasolenie
Dane dotyczące jego zasolenia są rozbieżne, od 338 do 402‰ (wagowo). Wiąże się to zapewne z fluktuacjami zasolenia, wynikającymi ze zmian objętości i głębokości jeziorka z upływem czasu.

## Mineralogia i chemia jeziora
W jeziorze odkryty został nowy minerał, sześciowodny chlorek wapnia (CaCl2·6H2O). Został on nazwany antarktycytem.
Mimo wstępnych doniesień o znalezieniu w jeziorze życia w postaci mikroskopijnych grzybów, bakterii, niebiesko-zielonych glonów i drożdży późniejsze badania nie potwierdziły ich występowania. W powietrzu nad jeziorem stwierdzono natomiast obecność podtlenku azotu, uznawanego za wskaźnik aktywności życiowej mikroorganizmów. Naukowcy doszli jednak do wniosku, że powstał on w procesie nieorganicznym, w wyniku reakcji solanki ze skałą bazaltową.